# Castello di Tocchi
Il castello di Tocchi, o Castel di Tocchi,  è un complesso architettonico sorto intorno al 1100 a Tocchi, nel comune di Monticiano (SI).

## Storia
Il castello fu sotto il dominio degli Ardengheschi fino al 1202, anno in cui venne sottoposto al comune di Siena; fu sede di un podestà di nomina cittadina sino al 1271. Successivamente si instaurò il dominio signorile dei Tolomei. In seguito il dominio passò ai Malavolti. Nel 1391, in reazione ad un formale atto di riconoscimento dell'autorità fiorentina da parte dei Malavolti, Siena attaccò, occupando e smantellando il castello.

## Descrizione
Il castello si presenta come nucleo di antiche costruzioni disposte attorno ad un cortile centrale e con porta d'accesso ad arco ancora ben conservata; presso la porta sembra essere una torre. Tra i vari edifici di interesse storico è tuttora attiva la chiesa del Castello di Tocchi, piccola ma ben decorata all'interno e in funzione ogni domenica. Testimonianze storiche sono la cinta muraria, l'arco d'ingresso, i sentieri tracciati sugli antichi percorsi medievali e diversi appartamenti, alcuni dei quali ristrutturati e abitabili. Diversi edifici del borgo del castello sono stati ristrutturati ed incorporati in una struttura ricettiva di paese-albergo, con prodotti biologici da coltivazioni e allevamenti locali e menu per celiaci.
L'intera zona è sottoposta a vincolo paesaggistico allo scopo di preservare sia l'ambiente che i resti di interesse storico. Non è possibile procedere a nuove edificazioni all'interno del perimetro del castello, vigono divieto di caccia e disboscamento e limitazioni al traffico veicolare.